# Othresypna marginalis
Othresypna marginalis là một loài bướm đêm trong họ Noctuidae.